# DR 6
La DR 6 è un'autovettura di tipo SUV di segmento C commercializzato dalla casa automobilistica italiana DR Automobiles a partire dal 2017 dopo essere stato presentato al Motor Show di Bologna nel 2016.
Negli anni 2020-2021 la vettura viene commercializzata nella gamma del marchio EVO, nuovo marchio low-cost del gruppo DR, con il nome EVO 6; il suo posto nella gamma DR viene preso dal SUV F35, derivato dal Chery Tiggo 7.

## Il contesto

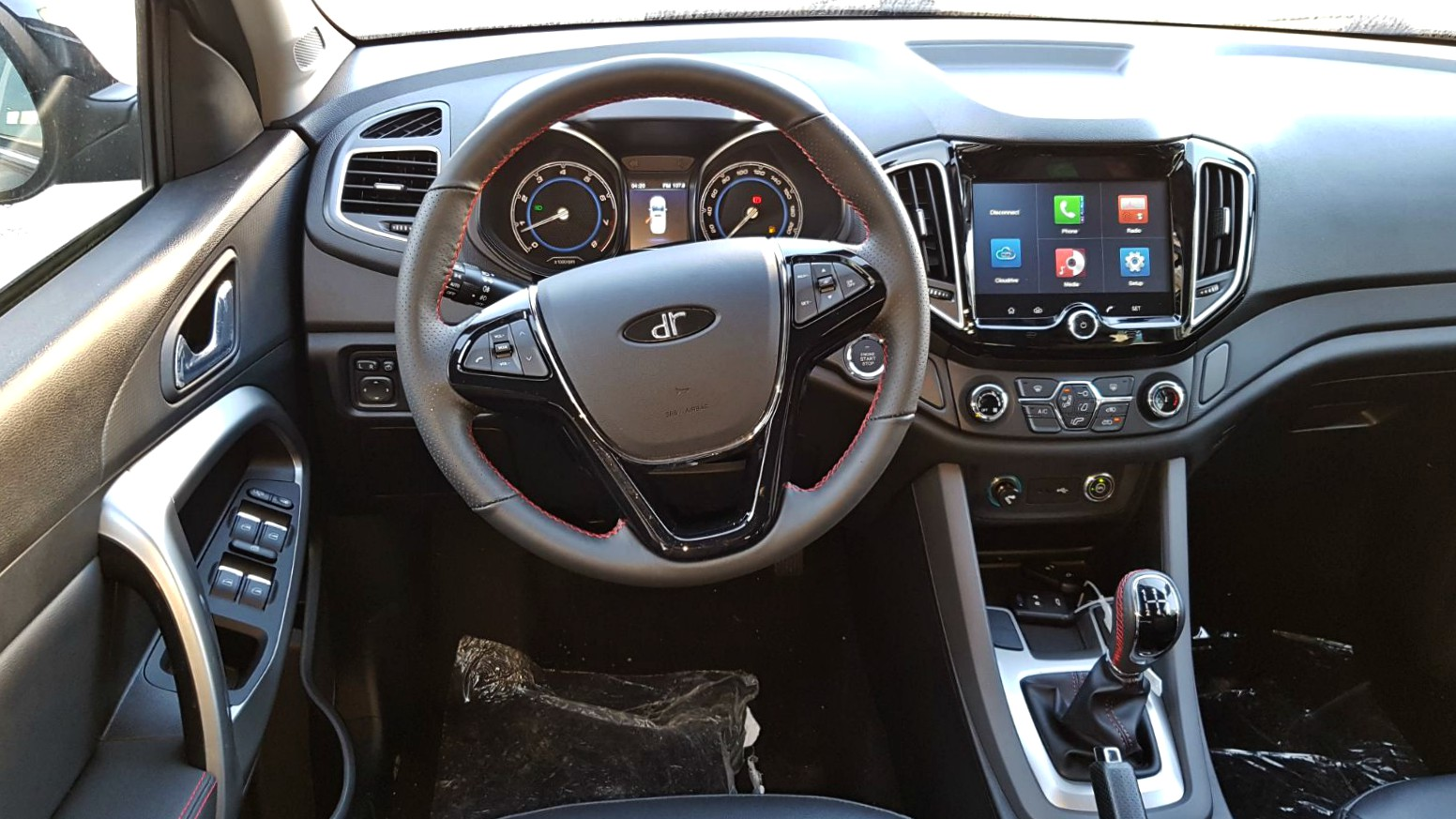
Gli interni di un Dr 6 1.5 Turbo a GPL

Dopo essere stato avvistato in alcune foto spia risalenti all'autunno del 2016, il nuovo DR 6 debutta al Motorshow di Bologna dello stesso anno. Il veicolo è stato ritenuto sin da subito centrale per il rilancio del marchio molisano. 
Il DR 6 deriva dal SUV cinese Chery Tiggo 5 nella sua versione ristilizzata, e differisce dal veicolo originale per la calandra diversa (dotata del logo della casa molisana posto, come da tradizione, sul lato sinistro della calandra), per i loghi differenti e per alcune personalizzazioni: sono diversi dal veicolo di derivazione, infatti, i cerchi in lega (con misure da 18 o 20 pollici), i colori (sono disponibili anche versioni bicolore e, comunque, le vernici della carrozzeria sono differenti rispetto a quelle del Tiggo 5) e le sellerie, che prevedono anche dei rivestimenti in pelle pregiata oppure in nabuk.
Il veicolo è commercializzato a partire dal settembre 2017 in un unico allestimento e con un solo motore: un 1.5 turbobenzina omologato Euro 6 di produzione Acteco, disponibile anche con impianto a GPL oppure a metano. 

## Motori e allestimenti
L'unico motore disponibile per il Dr 6 è un motore a benzina turbocompresso 1.5 che eroga 110 kW e 150 CV, il quale è abbinato solo ad un cambio manuale a 5 rapporti. Il veicolo è disponibile solo con la trazione anteriore. Nel caso in cui il motore è dotato di impianto a GPL o a metano, la potenza scende a 100 kW/140 CV. Questo motore permette al Dr 6 di raggiungere la velocità massima di 187 km/h e di scattare da 0 a 100 km/h in 10 secondi. Il motore è prodotto da Acteco, la filiale di Chery incaricata alla produzione dei motori e delle trasmissioni.
Dal debutto, e fino all'estate 2018, è disponibile un solo allestimento, dotato di: 4 airbag, ABS, ESP, cruise control, sistema multimediale da 8 pollici con navigatore e retrocamera, sensori di parcheggio, luci diurne e di posizione a LED, sistema di accensione e avviamento della vettura senza chiavi, clima automatico, sedili in pelle e cerchi in lega da 18 pollici. Gli unici optional disponibili sono: la vernice metallizzata o bicolore (quest'ultima implica l'aggiunta dei vetri oscurati), i cerchi in lega da 20 pollici e i sedili in pelle pregiata o nabuk, entrambi cuciti a mano.

## Evoluzione
Dopo un anno pressoché esente da novità, l'estate 2018 vede l'arrivo di due nuovi allestimenti: Cross, più votato al fuoristrada e dotato, infatti, di pedane laterali e caratterizzazioni speciali, e Sport, più sportivo e disponibile anche con sedili in pelle pregiata/nabuk, cerchi da 20 pollici e vetri oscurati. Entrambi gli allestimenti si basano sulle stesse dotazioni del precedente allestimento e hanno lo stesso prezzo.
I due allestimenti con cui la Dr 6 è venduta dal 2018 presentano anche due diversi portelloni posteriori: la Dr 6 Cross ha un portellone più elaborato, con il logo della casa molisana inserito all'interno di un ovale e dotato di una protezione per evitare gli urti che collega i fari, mentre il portellone della Dr 6 Sport è più semplice e presenta solo il logo Dr collocato subito sotto la nervatura che collega i due fari. Il portellone della Dr 6 Cross è lo stesso usato dalla versione internazionale della Chery Tiggo 5 facelift prodotta dal 2016. L'anno seguente, invece, la gamma vede l'arrivo del clima automatico bizona al posto di quello monozona e delle nuove versioni base (senza nome) e Sport (identica alla precedente).

## EVO 6
Dal 2020, invece, la vettura viene commercializzata nella gamma del marchio EVO, nuovo marchio low-cost del gruppo DR, con il nuovo nome EVO 6 Le novità sono poche, e si limitano ai nuovi loghi, ad una nuova gamma di personalizzazioni estetiche e di sellerie interne e alla riduzione della gamma, ora dotata del medesimo motore 1.5 turbo, ma disponibile solo a benzina o in versione bifuel GPL. La gamma di allestimenti, inoltre, viene ridotta ad un unico allestimento dalle medesime dotazioni del vecchio livello Sport, fatta eccezione per la possibilità di avere le pedane laterali optional, e rimane tale fino all'uscita dai listini della casa molisana avvenuta nell'autunno 2021.